# Саут-Майами-Хайтс (Флорида)
Саут-Майами-Хайтс (англ. South Miami Heights) — статистически обособленная местность, расположенная в округе Майами-Дейд (штат Флорида, США) с населением в 33 522 человека по статистическим данным переписи 2000 года.

## География
По данным Бюро переписи населения США статистически обособленная местность Саут-Майами-Хайтс имеет общую площадь в 12,69 квадратных километров, водных ресурсов в черте населённого пункта не имеется.
Статистически обособленная местность Саут-Майами-Хайтс расположена на высоте 3 м над уровнем моря.

## Демография
| Год переписи        | Нас.  |  | %±     |
| ------------------- | ----- |  | ------ |
| 1970                | 10395 |  | —      |
| 1980                | 23559 |  | 126,6% |
| 1990                | 30030 |  | 27,5%  |
| 2000                | 33522 |  | 11,6%  |
| 1970–2000 Источник: |       |  |        |

По данным переписи населения 2000 года в Саут-Майами-Хайтс проживало 33 522 человека, 7994 семьи, насчитывалось 9931 домашнее хозяйство и 10 364 жилых дома. Средняя плотность населения составляла около 2641,61 человека на один квадратный километр. Расовый состав населённого пункта распределился следующим образом: 55,47 % белых, 30,32 % — чёрных или афроамериканцев, 0,28 % — коренных американцев, 1,83 % — азиатов, 0,02 % — выходцев с тихоокеанских островов, 5,23 % — представителей смешанных рас, 6,85 % — других народностей. Испаноговорящие составили 56,17 % от всех жителей статистически обособленной местности.
Из 9931 домашних хозяйств в 43,7 % воспитывали детей в возрасте до 18 лет, 51,3 % представляли собой совместно проживающие супружеские пары, в 22,7 % семей женщины проживали без мужей, 19,5 % не имели семей. 15,6 % от общего числа семей на момент переписи жили самостоятельно, при этом 6,2 % составили одинокие пожилые люди в возрасте 65 лет и старше. Средний размер домашнего хозяйства составил 3,34 человек, а средний размер семьи — 3,68 человек.
Население статистически обособленной местности по возрастному диапазону по данным переписи 2000 года распределилось следующим образом: 30,6 % — жители младше 18 лет, 9,8 % — между 18 и 24 годами, 29,3 % — от 25 до 44 лет, 20,8 % — от 45 до 64 лет и 9,5 % — в возрасте 65 лет и старше. Средний возраст жителей составил 32 года. На каждые 100 женщин в Саут-Майами-Хайтс приходилось 93,3 мужчин, при этом на каждые сто женщин 18 лет и старше приходилось 88,4 мужчин также старше 18 лет.
Средний доход на одно домашнее хозяйство статистически обособленной местности составил 34 899 долларов США, а средний доход на одну семью — 37 457 долларов. При этом мужчины имели средний доход в 25 768 долларов США в год против 22 080 долларов среднегодового дохода у женщин. Доход на душу населения статистически обособленной местности составил 34 899 долларов в год. 14,8 % от всего числа семей в населённом пункте и 17,2 % от всей численности населения находилось на момент переписи населения за чертой бедности, при этом 20,9 % из них были моложе 18 лет и 24,3 % — в возрасте 65 лет и старше.